# Z Nation
Z Nation je americký postapokalyptický hororový televizní seriál, který vytvořil Karl Schaefer a Craig Engler a natočila produkční společnost The Asylum. Seriál vysílá stanice Syfy. První, třináctidílná sezóna měla premiéru 12. září 2014. Již se ví, že seriál dostane druhou sezónu. Druhá řada čítala 15 dílů a byla vysílána od 11. září 2015. Ve třetí řadě najdeme 14 epizod.

## Děj
Tři roky poté, co zombie virus zdevastoval Spojené státy, musí skupina přeživších dostat jediného známého imunního člověka tři tisíce mil z New Yorku do Kalifornie. Tam se nachází poslední fungující virová laboratoř kde čekají na jeho krev. Protilátky v jeho krvi jsou poslední nadějí světa na vakcínu. Tento přeživší ale skrývá temné tajemství, které je všechny ohrožuje.